# Керн, Людвик Ежи
Лю́двик Е́жи Керн (пол. Ludwik Jerzy Kern; 29 декабря 1920, Лодзь — 29 октября 2010, Краков) — польский писатель. Автор прозаических произведений, стихов для детей и песенных текстов, включая шлягер «Тихая вода». В России наиболее известен своими произведениями о псе Фердинанде: «Фердинанд Великолепный», «Проснись, Фердинанд», а также «Послушай-ка, слон».
Сын преподавателя латыни Людвика Керна. Окончил Гуманитарную гимназию им. Алексей Зимовского в Лодзи. Первое стихотворение опубликовал в 1938 году в журнале «Ilustrowany Kurier Codzienny».
Участвовал в войне с Германией в сентябре 1939 года. Несколько лет жил в Варшаве, работал по найму. После поражения Варшавского восстания уехал в Краков.
Начиная с 1948 года сотрудничал с краковским журналом «Przekrój». Был редактором отдела «Всякая всячина». Создал рубрики «О Вацусе» и «Просим не повторять». Печатал сатирические произведения, стихи, переводы, репортажи.
Состоял в штате журнала до 1982 года. Продолжал с ним сотрудничать до 2002 года, когда редакция переехала в Варшаву. Также его произведения печатались в журнале «Świat» и популярных молодежных изданиях: «Płomyk» и «Płomyczek».
Автор текстов песен для кинофильмов  («Тайна заброшенной шахты», 1956; «Дьявол из седьмого класса», 1960) и  телесериала «Домашняя война», (1965). Другие популярные песни на его стихи-  («Есть в календаре такой день», «Домашняя война», «Спокойно, Билл», «Тихая вода», которые исполняли Мечислав Фогг, Мария Котербская, Халина Куницкая, Збигнев Куртич и другие.
Книги на русском языке:
- Фердинанд Великолепный : перевод с польского : [для детей] / Людвик Ежи Керн. - Москва : Журн. "Дет. лит.", 1992. - 224 с. : цв. ил.; 12х17 см.
- Проснись, Фердинанд! : [Повесть-сказка] / Людвик Ежи Керн; [Пер. с пол. Святослава Свяцкого]. - СПб. : Азбука, 2000. - 153, [2] с. : ил.; 22 см. - (Волшебная страна).; ISBN 5-267-00431-6
- Фердинанд Великолепный : Повести-сказки : [Для мл. шк. возраста] / Людвик Ежи Керн; [Пер. с польского С. Свяцкого]. - Ленинград : Лениздат, 1990. - 510,[2] с. : ил.; 22 см.; ISBN 5-289-00679-6
- Послушай-ка, слон... [Текст] : повесть-сказка : [для младшего школьного возраста] / Людвик Ежи Керн ; пер. с польск. Святослав Свяцкий ; ил. Надежда Бугославская. - Москва : Махаон, 2010. - 206, [1] с. : цв. ил.; 25 см. - (Сказочные повести).; ISBN 978-5-389-00926-4